# Eugène Massol
Eugène Massol (Lodève, Hérault, 23 d'agost de 1802 - Paris, 30 d'octubre de 1887) fou un cantant d'òpera francès.
Ja havia complert els vint-i-un anys quan fou admès al Conservatori, i el 1825 debuta amb el paper de Licinio en l'òpera La Vestale de Gaspare Spontini, assolint un èxit brillant. Per espai de més de trenta anys cantà amb les principals artistes d'aquella època, primer com a tenor i més tard com a baríton, estrenant les obres més importants de Weber, Berlioz, Donizetti, Auber, etc. però poc temps després acceptà la direcció del teatre de la Moneda el 1848, de Brussel·les, serà el seu director només un any.
El 1858 abandonà l'òpera, la seva última actuació va tenir lloc a la famosa òpera Lepeltier a París. Abans de la posada en marxa de la representació, esclata una bomba per a l'emperador Napoleon III, provocant 6 morts i més de 100 lesions. Undamaged, el President i la seva dona, va decidir anar de totes maneres a l'acomiadament. Uns mesos després de l'incident, parteix d'un concurs per construir un nou, l'òpera més segur, l'actual òpera Garnier.